# Bene Ferenc (labdarúgóedző)
Bene Ferenc, ifj. (Budapest, 1978. szeptember 7. –) magyar labdarúgó, edző. Bene Ferenc olimpiai bajnok labdarúgó fia.

## Játékos-pályafutása
Felnőtt pályafutását a Vasas SC-ben kezdte 1997-ben, majd egy év után a másodosztályú Dorogi FC-hez igazolt. 1999-ben a BKV Előre SC labdarúgója lett, itt 2003-ig egy rövid finnországi kitérőtől eltekintve futballozott.  2004-ben vonult vissza sérülése miatt az aktív labdarúgástól a Soroksár SC játékosaként. Még játékosként végezte el a Testnevelési Egyetem szakedzői szakán (1997–2001), valamint a rekreáció szakot (2003–2005).

## Edzői pályafutása
2002-ben kezdett el edzősködni a BKV Előre utánpótlásánál, majd 2004-ben rövid ideig Csepelen dolgozott, aztán az Újpest FC utánpótlásrészlegénél edzősködött, emellett a Felsőpakony SE megyei I. osztályú klubot edzette. 2007-ben Zoran Kuntić megkeresésére lett a Lombard Pápa pályaedzője. Még abban az évben követte Kuntićot az akkor másodosztályú Ferencvárosi TC-hez. Ezt követően a másodosztályú Kozármisleny SE vezetőedzőjévé nevezték ki. 2008-ban visszatért apja egykori sikereinek helyszínére, az Újpest FC-hez, ahol Szentes Lázár segítője volt a klubnál. 2009-től a Magyar Labdarúgó-szövetség különböző ifjúsági válogatottjainál tevékenykedett, illetve visszatért Kozármislenyre (itt egy szezont töltött el).
2011 októberében Véber György helyére kinevezték a Lombard Pápa vezetőedzőjévé, így válva az NB I legfiatalabb vezetőedzőjévé. A szezonban a 14. helyet érte el, így nem esett ki az NB I-ből. UEFA pro licences diplomáját 2008-ban szerezte meg. A 2015-16-os idényben bajnoki címet szerzett a Gyirmót FC csapatával az NB II-ben, azonban az szezon végén a szerződését közös megegyezéssel felbontották. 2016 nyarán visszatért korábbi sikereinek színhelyére, Dorogra, ahol a Dorogi FC sportigazgatójának nevezték ki. 2017 nyarától 2018 áprilisáig a Nyíregyháza Spartacus szakmai igazgatója volt.
Ezt követően ismét a Magyar Labdarúgó-szövetség kötelékébe került, az U18-as válogatott szövetségi edzőjévé nevezték ki. Poszícióját 2019 végéig töltötte be, mivel 2020 elejétől korábbi egyesülete, a Vasas FC vezetőedzője lett. 2020. augusztus 27-én az angyalföldi klub a gyenge szezonkezdés után menesztette. 2021 nyarán az Astra női NB I-es csapatának lett az edzője. Innen 2022 január elején közös megegyezéssel távozott.

## Sikerei, díjai

### Edzőként
Gyirmót FC
- NB II
  - Győztes: 2015-16[8]